# Galapagosstierkophaai
De Galapagosstierkophaai (Heterodontus quoyi) is een vis uit de familie van stierkophaaien (Heterodontidae) en behoort derhalve tot de orde van varkenshaaien (Heterodontiformes). De vis kan een lengte bereiken van 107 centimeter.

## Leefomgeving
De Galapagosstierkophaai is een zoutwatervis. De vis prefereert een tropisch klimaat en leeft hoofdzakelijk in de Grote Oceaan op dieptes tussen 3 en 40 meter.

## Relatie tot de mens
De Galapagosstierkophaai is voor de visserij van geen belang. In de hengelsport wordt er weinig op de vis gejaagd.
De Galapagosstierkophaai is niet ongevaarlijk voor de mens, het kan de mens verwonden.